# Kondenzin
Kondenzin je bílkovinný komplex vyskytující se v jádře a složený ze dvou SMC proteinů (SMC2 a SMC4) a tří dalších pomocných podjednotek. Je stavbou podobný kohezinům. Účastní se kondenzace chromozomů, ačkoliv je známo, že ty mohou do jisté míry kondenzovat i tehdy, není-li kondenzin přítomen. Svou funkci plní během mitózy, kdy se v jádře vyskytuje jeden kondenzinový komplex na každých 10 000 nukleotidů.
Aktivaci kondenzinu navozuje Cdk1/cyklin B tím, že fosforyluje jednu z pomocných domén. Následně je kondenzin za spotřeby ATP schopen vytvářet pravotočivé nadšroubovicové vinutí (supercoiling).